# Pistolet maszynowy Reising

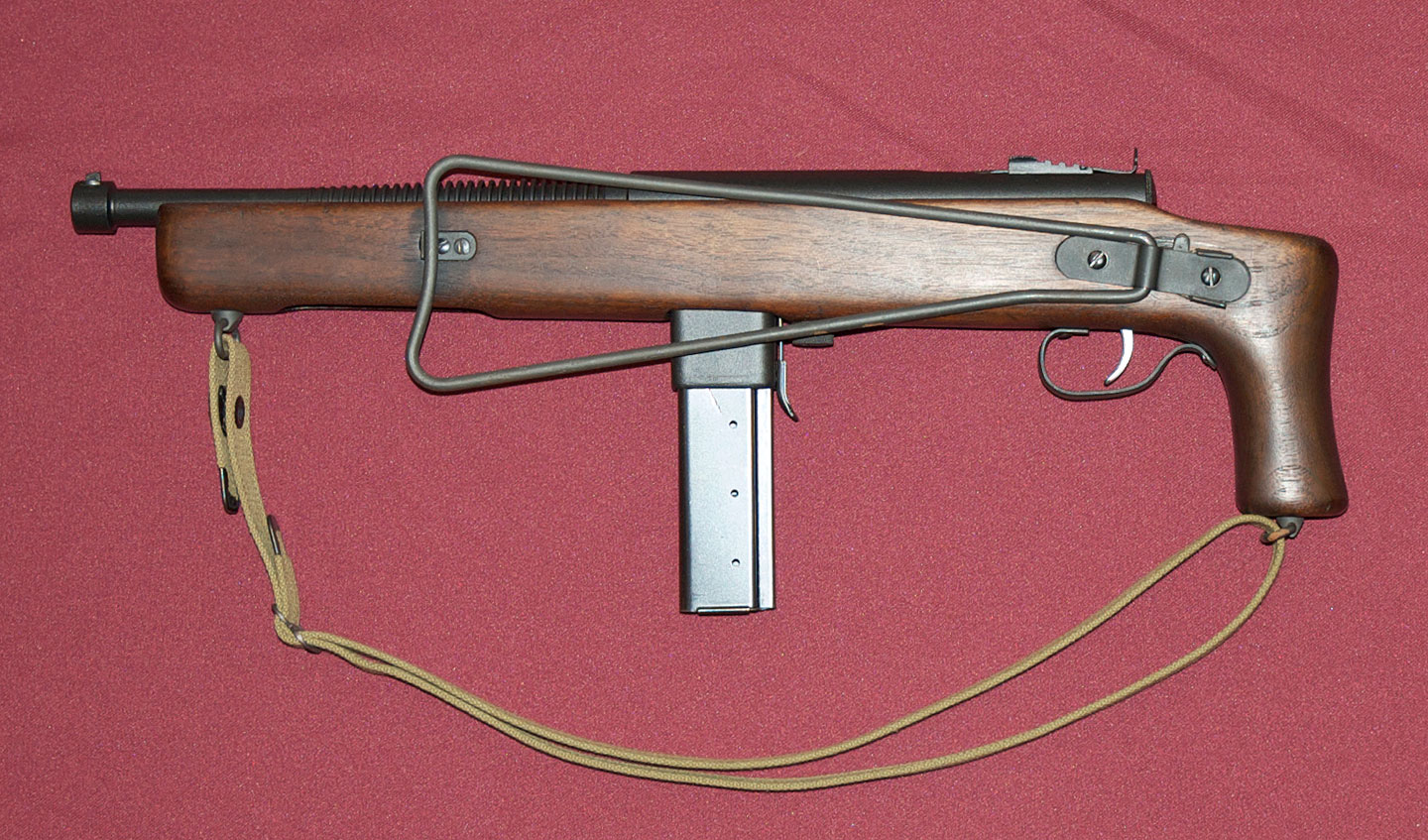
Model 55 ze złożoną kolbą

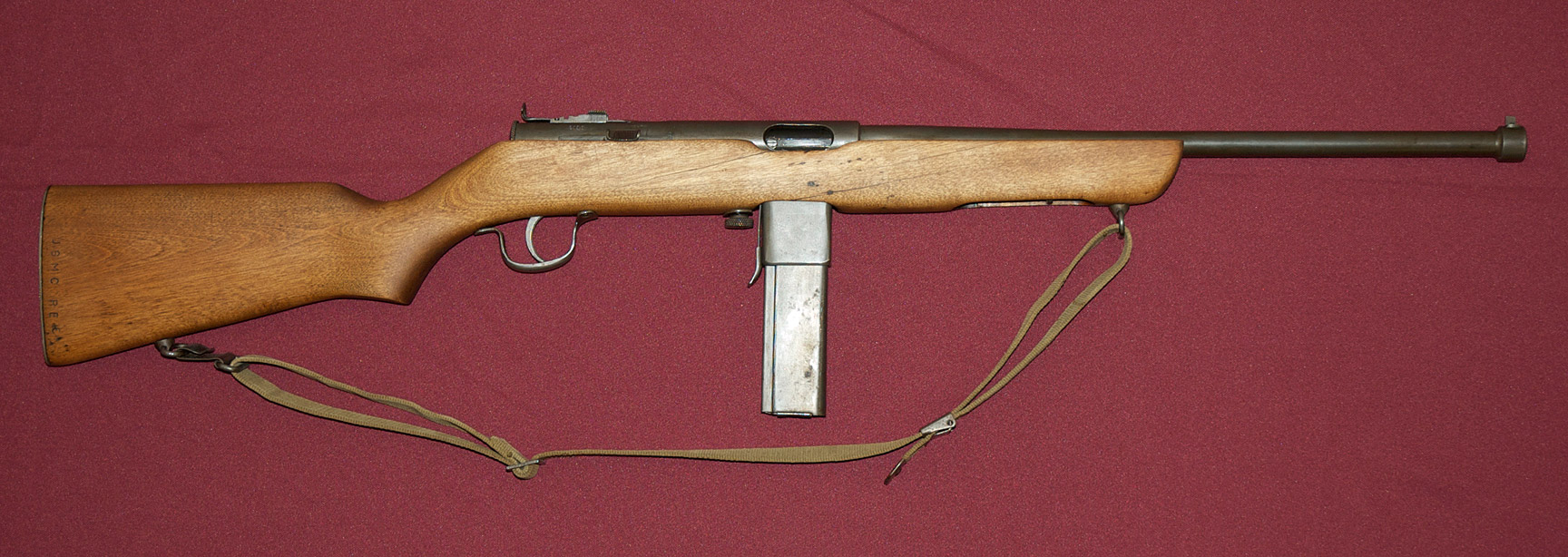
Karabinek Model 60

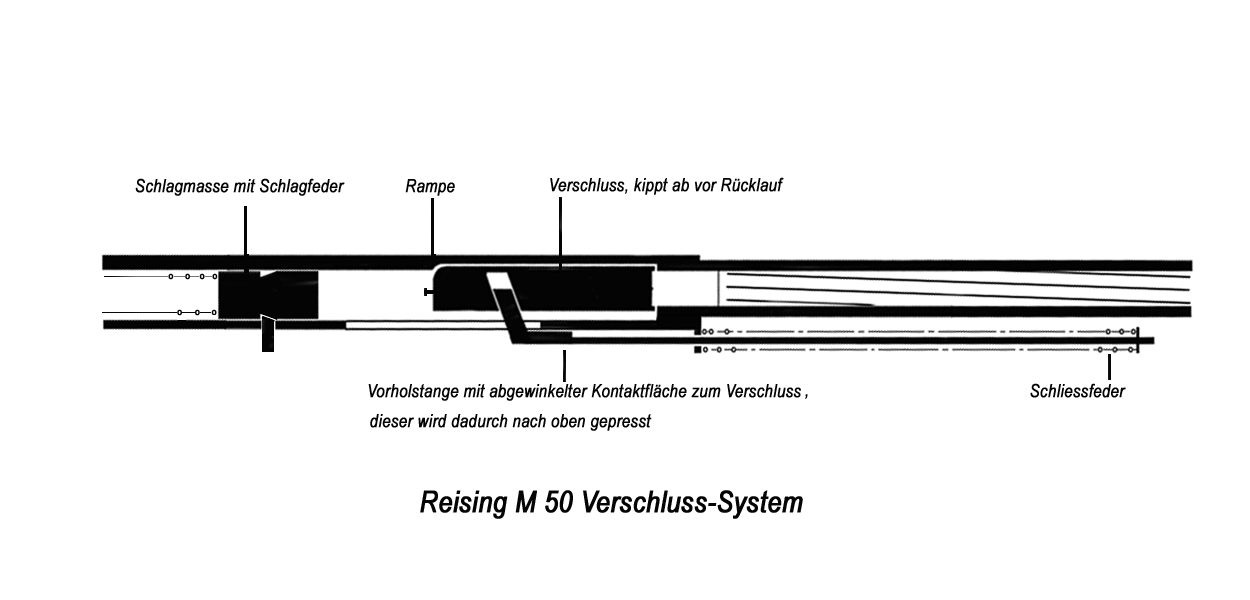
Uproszczony schemat działania zamka

Reising – amerykański pistolet maszynowy z okresu II wojny światowej, skonstruowany przez Eugene’a Reisinga, produkowany przez firmę Harrington & Richardson (H&R). Wyprodukowano ok. 120 000 egzemplarzy wszystkich modeli tej broni głównie na potrzeby piechoty morskiej (w tym czasie Korpus Piechoty Morskiej był częścią marynarki Stanów Zjednoczonych), część produkcji została wysłana także do Kanady i Związku Radzieckiego.

## Historia
Podstawowym modelem był Reising M50 (Model 50), ze stałą drewnianą kolbą i lufą o długości 280 mm, produkowany od marca 1941. Drugim modelem był skrócony M55, ze składaną na bok prętową kolbą, drewnianym chwytem pistoletowym i bez kompensatora podrzutu, co spowodowało, że wersja M55 była lżejsza i krótsza. M55 używany był przez jednostki spadochronowe Marines, a także załogi pojazdów opancerzonych. Trzecią wersją pochodną był karabinek samopowtarzalny na nabój pistoletowy M60 z dłuższą lufą (460 mm), przeznaczony przede wszystkim dla policji.
Pierwsza partia tej broni została zamówiona na początku 1942 przez USMC z powodu niedostępności dla Marines pistoletów maszynowych Thompson, produkowanych dla Armii USA i na zamówienia brytyjskie. Pistolet maszynowy Reising został uprzednio odrzucony przez Armię. W czasie testów okazało się, że Reising był lekką i celną bronią, co zawdzięczał strzelaniu z zamka zamkniętego. Dodatkową zaletą było, że był ponad trzy razy tańszy od Thompsona M1928A1, kosztując 62 dolary. Pistolety maszynowe przydzielone były przede wszystkim dla batalionów zwiadowczych Marines (Raiders), spadochroniarzy (paramarines), a w mniejszych ilościach dla zwykłej piechoty Marines, przede wszystkim oficerów i podoficerów.
W praktyce okazało się, że broń ta bardzo często zawodziła w trudnych warunkach polowych, zwłaszcza w dżungli, kiedy to okazały się wyjątkowo wrażliwe na zanieczyszczenia i rdzewiejące w wilgotnym środowisku. Ciasne tolerancje części ruchomych doprowadzały na skutek tego do częstych zacięć, przy czym skomplikowane rozkładanie utrudniało dokładne czyszczenie. Zużywały się też słabe 20-nabojowe magazynki. W czasie walk o Wyspy Salomona w drugiej połowie 1942, szczególnie o Guadalcanal, broń ta zyskała złą opinię do tego stopnia, że dowódca 1. batalionu Marine Raider rozkazał po walkach wrzucić wszystkie pozostałe reisingi swojego oddziału do rzeki Lunga. Od połowy do końca 1943 pozostałe na uzbrojeniu Marines reisingi zostały na ogół zastąpione przez znacznie bardziej niezawodne karabinki M1.
Znacznie lepiej pistolety maszynowe Reising spisywały się w jednostkach tyłowych, gdzie mogły być właściwie konserwowane i gdzie uznanie zyskała ich niska masa i wysoka celność. Otrzymała je m.in. Straż Przybrzeżna. Część wysłano do Kanady, z przeznaczeniem m.in. dla strażników obozów jenieckich. Były one też wysyłane w ramach programu Lend-Lease Act do Związku Radzieckiego, jednakże ich przydatność do służby frontowej nie została tam dobrze oceniona i większość została przeznaczona do zrzutów dla oddziałów partyzanckich, także na wschodnie ziemie polskie. Karabinki samopowtarzalne M60 produkowano dla policji, straży fabrycznych, gwardii stanowych i wartowników obozów jenieckich.
Po wojnie resztę nieodebranych przez wojsko reisingów została sprzedana policji, FBI i strażom więziennym. W 1950 nawet wznowiono w tym celu produkcję i do 1957 powstało dalsze 5500 reisingów. W latach 60. około 2000 sztuk wyprodukowano jeszcze dla Filipin. Ponadto w latach 90. firma Numrich (po likwidacji H&R) zmontowała partię reisingów z części. W charakterze broni policyjnej używane były w USA jeszcze do lat 90. Obecnie w USA doceniany, ma status broni kolekcjonerskiej.

## Opis konstrukcji
Pistolet maszynowy Reising był bronią samoczynno-samopowtarzalną działającą na zasadzie odrzutu zamka półswobodnego.
Istota działania automatyki polegała na opóźnionym otwarciu zamka w wyniku jego samozaryglowania (na skutek przekoszenia) – oparcia o górny próg w komorze zamkowej, na skutek działania skosów pchanego sprężyną powrotną do przodu suwadła, współpracujących ze skosami w gnieździe zamka. Zamek następnie ulegał samoodryglowaniu (przez powrót do położenia osiowego po pokonaniu siły tarcia), w chwili gdy ciśnienie gazów w lufie obniży się na tyle, że wysunięcie łuski z komory nabojowej nie spowoduje pęknięcia lub rozerwania łuski. Wyciąg znajduje się w zamku, a wyrzutnik w komorze zamkowej. Suwadło znajdowało się w przedniej części łoża, jego rękojeść umieszczona była w wycięciu z dołu łoża.
Mechanizm uderzeniowy-bijnikowy z posuwistym ruchem bijnika. Pistolet strzelał z zamka zamkniętego.
Zasilanie z magazynka pudełkowego dwurzędowego o pojemności 20 nabojów pistoletowych.45 ACP, później z uwagi na słabą konstrukcję i zawodność zastąpionego przez jednorzędowy o pojemności 12 nabojów.
Pistolet maszynowy Reising M50 wyposażony jest w łoże drewniane przechodzące w tylnej części w kolbę. Lufa częściowo użebrowana, ma osłabiacz podrzutu. Suwakowy bezpiecznik z prawej strony pełnił zarazem rolę przełącznika rodzaju ognia.
Celownik przeziernikowy z podziałką na 50, 100, 200 i 300 jardów.